# 花見川區
花見川區（日语：／ Hanamigawa ku */?）是千葉市西北部的一個區。

## 概要
區名來自流經區中心的花見川。
區內有皐月丘（さつきが丘）、犢橋台（こてはし台）、花見川等住宅團地，而長作、畑、柏井等花見川流域仍保留許多農田景觀。此外，此地也是千葉縣天然紀念物、千葉市之花「大賀蓮」發源地。
生活圏可分為南北兩部，南邊可利用中央、總武緩行線與京成千葉線，北邊可利用京成本線（周邊的勝田台站、八千代台站、實籾站等）。

## 歷史
本區在過去屬舊千葉郡檢見川町、幕張町、犢橋村。因此現在市區也分為檢見川、幕張、花見川團地（舊犢橋村）3區。

### 沿革
- 1889年（明治22年）4月1日－町村制施行，成立以下町村（全屬千葉郡（日语：千葉郡））。
  - 檢見川村（日语：検見川町） ←檢見川村、畑村、稻毛村（現稻毛區）
  - 犢橋村（日语：犢橋村） ←犢橋村、花島村、柏井村、橫戶村、宇那谷村、六方野原、長沼新田（現稻毛區）、小深新田（現稻毛區）
  - 幕張村（日语：幕張町） ←馬加村〈幕張町〉、武石村、天戶村、長作村、實籾村（現習志野市）
- 1891年（明治24年）5月1日－檢見川村實施町制，為檢見川町。
- 1896年（明治28年）4月22日－幕張村實施町制，為幕張町。
- 1937年（昭和12年）2月11日－檢見川町編入千葉市。
- 1954年（昭和29年）
  - 4月1日－千葉郡八千代町（現八千代市）安生津〈東習志野〉編入幕張町。
  - 7月1日－犢橋村編入千葉市。但犢橋村未向千葉市報告が村內有軍事設施，1979年（昭和54年）發現未爆彈引起騷動。
  - 7月6日－幕張町編入千葉市。
  - 8月1日－舊幕張町的實籾、愛宕〈東習志野〉、安生津、長作、天戶編入千葉郡津田沼町。津田沼町改稱習志野町，即日施行市制，為習志野市。
  - 8月28日－習志野市長作、天戶（全為舊幕張町）編入千葉市。
- 1959年（昭和34年）2月1日－印旛郡四街道町（現四街道市）大日的飛地編入千葉市。
- 1985年（昭和60年）6月1日－佐倉市下志津原、上志津原、上志津、下志津各一部分編入千葉市。
- 1992年（平成4年）4月1日－千葉市成為政令指定都市，設立本區。

### 町名變遷

#### 舊檢見川町
- 1937年（昭和12年）2月11日－檢見川町編入千葉市，為大字檢見川、稻毛、畑。
- 1938年（昭和13年）－大字檢見川成立花園町、朝日丘町、浪花町、檢見川町一～三、五丁目，大字稻毛成立稻毛町一～五丁目，大字畑成立畑町。
- 1958年（昭和33年）－稻毛町二丁目一部分成立稻毛台町。
- 1964年（昭和39年）－東京灣公有水面埋立地編入稻毛町一、五丁目。
- 1965年（昭和40年）1月1日
  - 花園町一部分實施住居表示（日语：住居表示），為花園一～五丁目。
  - 稻毛台町、稻毛町二丁目一部分實住居表示，為稻毛台町。
  - 稻毛町二丁目、黑砂町一部分實住居表示，為稻毛東一丁目。
  - 稻毛町二丁目一部分實住居表示，為稻毛東二～四丁目。
  - 稻毛町二丁目一部分實住居表示，為小仲台一丁目一部分。
- 1966年（昭和41年）1月1日
  - 稻毛町二丁目一部分實住居表示，為稻丘町。
  - 稻毛町三丁目全域與一丁目一部分實住居表示，為稻毛一～三丁目が起立。
  - 稻毛町四丁目一部分實住居表示，為稻毛東五、六丁目。
  - 稻毛町一丁目一部分實住居表示，為黑砂四丁目一部分。
- 1968年（昭和43年）3月1日－稻毛町一、五丁目一部分（埋立地）實施住居表示，為稻毛海岸四、五丁目一部分（現美濱區）。
- 1972年（昭和47年）－畑町一部分劃為皐月丘一、二丁目一部分。
- 1988年（昭和63年）2月1日－稻毛町二、四丁目一部分實住居表示，為小仲台六～八丁目一部分。
- 1989年（平成元年）2月1日－花園町（總武本線以南）、檢見川町五丁目各一部分實施住居表示，為南花園一、二丁目。
- 1992年（平成4年）4月1日－花園町、朝日丘町、浪花町、檢見川町、畑町、花園、皐月丘、南花園劃屬花見川區，稻毛町、稻毛台町、稻毛東、小仲台、稻丘町、稻毛、黑砂劃屬稻毛區，稻毛海岸劃屬美濱區。
- 1993年（平成5年）2月1日－畑町一部分實住居表示，為宮野木台三丁目一部分。
- 1996年（平成8年）3月8日－武石町一丁目（花見川（日语：印旛放水路）以東）、浪花町、畑町各一部分實施住居表示，為瑞穗一～三丁目。區役所所在地從浪花町改為瑞穗一丁目。
- 2004年（平成16年）2月1日－朝日丘町、畑町各一部分實施住居表示，為朝日丘一、二丁目。
- 2005年（平成17年）2月7日
  - 朝日丘町一部分實施住居表示，為朝日丘三、四丁目。朝日丘町僅剩東京大學檢見川總合運動場（日语：東京大学検見川総合運動場）的區域。
  - 畑町一部分實施住居表示，為朝日丘五丁目。

#### 舊幕張町
- 1954年（昭和29年）
  - 7月6日－幕張町編入千葉市，為大字馬加（まくわり）、武石、天戶、長作、實籾、愛宕（あたご）、安生津（あきつ）。
  - 8月1日－大字天戶、長作、實籾、愛宕、安生津全域、大字馬加一部分編入習志野市。大字馬加編入區域為花咲町、屋敷町。
  - 8月28日－習志野市的大字天戶、長作編入。
  - 10月－大字馬加、武石、天戶、長作成立幕張町一～六丁目，武石町一、二丁目，天戶町，長作町。
- 1957年（昭和32年）
  - 至1964年，東京灣公有水面埋立地編入幕張町。
  - 至1971年長作町與習志野市實籾町之間邊界重劃（1957年、1962年、1965年、1971年4次）。
- 1962年（昭和37年）－至1971年，幕張町二丁目與習志野市實籾町之間邊界重劃（1962年、1967年、1969年、1970年、1971年5次）。
- 1968年（昭和43年）8月1日－天戶町一部分實施住居表示，為花見川一部分。
- 1969年（昭和44年）10月1日－習志野市東習志野町新生一部分編入天戶町、長作町。
- 1979年（昭和54年）8月1日－長作町一部分實施住居表示，為作新台一～三丁目。
- 1982年（昭和57年）3月1日－幕張町一、二丁目一部分實施住居表示，為幕張本鄉四～七丁目。
- 1984年（昭和59年）11月1日－幕張町一丁目一部分（1964年以後編入的埋立地）實施住居表示，為幕張西一～四丁目（現美濱區）。
- 1985年（昭和60年）1月1日－幕張町一、二丁目一部分實施住居表示，為幕張本鄉一～三丁目。
- 1987年（昭和62年）3月1日－長作町、天戶町一部分實施住居表示，為作新台四～八丁目。
- 1992年（平成4年）4月1日－幕張西埋立地除外的千葉市內舊町域編入花見川區。
- 1996年（平成8年）3月8日－武石町一丁目一部分（花見川以東）實施住居表示，為瑞穗一丁目一部分。
- 2004年（平成16年）2月1日－長作町一部分實施住居表示，為長作台一、二丁目。

#### 舊犢橋村
- 1954年（昭和29年）
  - 7月1日－犢橋村編入千葉市，為大字犢橋、花島、柏井、橫戶、宇那谷、長沼、小深、山王、六方、三角、千種、長沼原。
  - 10月－各大字改為犢橋町、花島町、柏井町、橫戶町、宇那谷町、長沼町、小深町、山王町、六方町、三角町、千種町、長沼原町。
- 1957年（昭和32年）－長沼町一部分（舊內山區）成立內山町。
- 1959年（昭和34年）－四街道町大字大日飛地（字榮）編入，成立大日町。
- 1968年（昭和43年）8月1日－花島町、柏井町一部分實施住居表示，為花見川一部分。
- 1971年（昭和46年）－三角町、大日町、柏井町、橫戶町、宇那谷町各一部分，長沼町飛地成立犢橋台（「こてはし」與「犢橋」是同時存在的地名）。
- 1972年（昭和47年）
  - 1月1日
    - 犢橋台實施住居表示，為犢橋台一、二、四～六丁目。
    - 三角町一部分實施住居表示，為犢橋台三丁目。

  - 犢橋町一部分成為皐月丘一、二丁目一部分。
- 1981年（昭和56年）10月1日－長沼町一部分成為柏台一部分。
- 1988年～1990年頃－橫戶町一部分成立橫戶台。
- 1992年（平成4年）4月1日－犢橋町、花島町、柏井町、橫戶町、宇那谷町、三角町、千種町、內山町、大日町、花見川、犢橋台，橫戶台為花見川區，長沼町、小深町、山王町、六方町、長沼原町、柏台為稻毛區。
- 2007年（平成19年）2月5日－柏井町一部分實施住居表示，為柏井一、四丁目。
- 2011年（平成23年）12月5日－宇那谷町一部分實施住居表示，為み春野一～三丁目。

#### 舊都賀村
- 1993年（平成5年）2月1日－宮野木町、小中台町中屬花見川區的區域（大略是東關東自動車道以西）實施住居表示，為宮野木台一～四丁目、西小中台（宮野木台一丁目一部分為舊小中台町、三丁目一部分為舊畑町）。

## 交通

### 鐵路
東日本旅客鐵道（JR東日本）
- 中央·總武緩行線：幕張本鄉站 - 幕張站 - 新檢見川站

京成電鐵
- 千葉線：幕張本鄉站 - 京成幕張站 - 檢見川站

京成本線通過本區北端但未設站。

### 路線巴士
- 京成巴士…幕張本鄉站、新檢見川站
- 千葉海濱交通（日语：千葉海浜交通）…新檢見川站
- 千葉海濱巴士（日语：千葉シーサイドバス）…幕張本鄉站、幕張站
- 平和交通…新檢見川站

### 道路

#### 高速道路
- 京葉道路
  - 幕張交流道
  - 幕張休息區
  - 武石交流道

#### 國道
- 國道14號
- 國道16號

#### 縣道
- 千葉縣道57號千葉鎌谷松戶線（日语：千葉県道57号千葉鎌ケ谷松戸線）
- 千葉縣道69號長沼船橋線（日语：千葉県道69号長沼船橋線）
- 千葉縣道72號穴川天戶線（日语：千葉県道72号穴川天戸線）
- 千葉縣道262號幕張八千代線（日语：千葉県道262号幕張八千代線）

## 設施
- 花見川自行車道（花見川サイクリングロード）

沿印旛放水路的自行車道一部分（稻毛海濱公園、檢見川之濱～辯天橋間）。相較於印旛沼自轉車道、新川遊步道，花見川自行車道在柏井附近仍有許多未鋪設的路段。
- 柏井淨水場
- 千葉市北清掃工場
- 花見川活力廣場（花見川いきいきプラザ）
- 千葉市故鄉農園（千葉市ふるさと農園）
- 犢橋貝塚（日语：犢橋貝塚）
- 花島公園（日语：花島公園）

### 市民之森
- 柏井市民之森
- 長作市民之森
- 橫戶市民之森

### 社區中心
- 畑社區中心
- 花島社區中心
- 幕張社區中心

### 廣域避難場所
- 鷹之台鄉村倶樂部（鷹之台カンツリー倶楽部）
- 東京大學檢見川總合運動場（日语：東京大学検見川総合運動場）
- 千葉工業大學運動場

### 住宅團地
- 花見川團地
- 皐月丘團地（さつきヶ丘団地）
- 犢橋台團地（日语：こてはし台団地）
- 西小中台團地
- 朝日丘團地
- 榆之木台團地（にれの木台団地）

## 教育

### 高等學校
- 千葉縣立柏井高等學校（日语：千葉県立柏井高等学校）
- 千葉縣立犢橋高等學校（日语：千葉県立犢橋高等学校）

### 中學校
- 千葉市立朝日丘中學校
- 千葉市立天戶中學校（日语：千葉市立天戸中学校）
- 千葉市立犢橋中學校
- 千葉市立犢橋台中學校
- 千葉市立皐月丘中學校（日语：千葉市立さつきが丘中学校）
- 千葉市立花園中學校（日语：千葉市立花園中学校）
- 千葉市立花見川第一中學校
- 千葉市立花見川第二中學校
- 千葉市立幕張中學校（日语：千葉市立幕張中学校）
- 千葉市立幕張本鄉中學校（日语：千葉市立幕張本郷中学校）
- 千葉市立綠丘中學校

### 小學校
| - 千葉市立朝日丘小學校 - 千葉市立上之台小學校 - 千葉市立柏井小學校 - 千葉市立檢見川小學校 - 千葉市立犢橋小學校 - 千葉市立犢橋台小學校 - 千葉市立作新小學校 - 千葉市立皐月丘西小學校 - 千葉市立皐月丘東小學校 - 千葉市立長作小學校 - 千葉市立西小中台小學校 - 千葉市立西之谷小學校 | - 千葉市立畑小學校 - 千葉市立花島小学校 - 千葉市立花園小學校 - 千葉市立花見川第一小學校 - 千葉市立花見川第二小學校 - 千葉市立花見川第三小學校 - 千葉市立幕張小學校 - 千葉市立幕張東小學校 - 千葉市立幕張南小學校 - 千葉市立瑞穗小學校 - 千葉市立橫戶小學校 |

### 特別支援學校
- 千葉縣立千葉特別支援學校（日语：千葉県立千葉特別支援学校）

### 民族學校
- 千葉朝鮮初中級學校（日语：千葉朝鮮初中級学校）

## 史蹟
- 檢見川無線送信所
- 子安神社
- 花島觀音（日语：天福寺 (千葉市)）
- 廣德院
- 武石城
- 昆陽神社
- 檢見川神社（日语：検見川神社）

## 外部連結
- 千葉市：花見川區 （页面存档备份，存于）